# جو کامینگز
جو کامینگز (انگلیسی: Jo Cummings؛ زادهٔ ۸ سپتامبر ۱۹۹۸) بازیکن فوتبال اهل بریتانیا است.
از باشگاه‌هایی که در آن بازی کرده‌است می‌توان به باشگاه فوتبال چارلتون اتلتیک، باشگاه فوتبال اسکانتورپ یونایتد، باشگاه فوتبال گایزلی، و باشگاه فوتبال شفیلد یونایتد اشاره کرد.